# Севастиан (Аспиотис)
Митрополи́т Севастиа́н Аспио́тис (греч. Μητροπολίτης Σεβαστιανός Ασπιώτης; 1913, Аспиотадес, Керкира, Греция — 11 февраля 1999, Элассона, Греция) — епископ Константинопольской православной церкви и Элладской православной церкви; с 1967 по 1995 годы — митрополит Элассонский, ипертим и экзарх Олимпии.

## Биография
Родился в 1913 году в селе Аспиотадес на Керкире, в Греции.
В 1937 году окончил богословскую школу Афинского университета и до 1939 года продолжил обучение во Франции.
Служил проповедником в школе греческого миссионерского движения Апостолики Диакония.
Принял монашество в монастыре Палеокастрицы. 28 марта 1943 года был рукоположен в сан диакона, а 12 декабря того же года — в сан пресвитера, после чего служил в Керкирской митрополии.
Служил преподавателем религиоведения, проповедником Керкирской митрополии. Служил ответственным за библиотеку, секретарём и главным секретарём Священного Синода.
23 ноября 1967 года решением Священного Синода Эллалдской церкви избран митрополитом Элассонским. 4 декабря 1967 года был хиротонисан в сан епископа и возведён в достоинство митрополита Элассонского.
В 1995 году, осознав, что проблемы со здоровьем, с которыми он столкнулся, препятствуют надлежащему исполнение своих обязанностей, он подал в отставку.
Скончался 11 февраля 1999 года в Элассоне.